# 사령탑 (배)

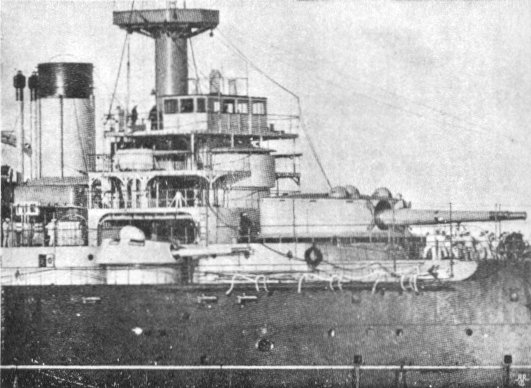
전함의 사령탑

사령탑(司令塔)은 배, 잠수함 등에서 장교가 선박을 지휘할 수 있도록 하며, 키잡이에게 방향을 안내할 수 있도록 하는 데 필요한 높게 만든 탑 모양의 장소이다. 일반적으로 사령탑은 선박의 전경을 볼 수 있을 정도의 알맞은 높이로 만들며, 때때로 사령탑은 적을 효율적으로 정찰하는 데 사용되기도 한다.